# مرگ‌نشان استوایی
مرگ‌نشان استوایی (نام علمی: Sheppardia aequatorialis) نام یک گونه از سرده مرگ‌نشان است.